# Globo de Ouro de melhor filme dramático
Esta é uma lista dos filmes premiados com o prêmio Globo de Ouro de melhor produção do gênero drama.

## Anos 1940
- 1944 - The Song of Bernadette
- 1945 - Going My Way
- 1946 - The Lost Weekend
- 1947 - The Best Years of Our Lives
- 1948 - Gentleman's Agreement
- 1949 - Johnny Belinda; The Treasure of the Sierra Madre

## Anos 1950
- 1950 - All the King's Men
- 1951 - Sunset Boulevard
- 1952 - A Place in the Sun
- 1953 - The Greatest Show on Earth
- 1954 - The Robe
- 1955 - On the Waterfront
- 1956 - East of Eden
- 1957 - Around the World in Eighty Days
- 1958 - The Bridge on the River Kwai
- 1959 - The Defiant Ones

## Anos 1960
- 1960 - Ben-Hur
- 1961 - Spartacus
- 1962 - The Guns of Navarone
- 1963 - Lawrence of Arabia
- 1964 - The Cardinal
- 1965 - Becket
- 1966 - Doctor Zhivago
- 1967 - A Man for All Seasons
- 1968 - In the Heat of the Night
- 1969 - The Lion in Winter

## Anos 1970
- 1970 - Anne of the Thousand Days
- 1971 - Love Story
- 1972 - The French Connection
- 1973 - The Godfather
- 1974 - The Exorcist
- 1975 - Chinatown
- 1976 - One Flew Over the Cuckoo's Nest
- 1977 - Rocky
- 1978 - The Turning Point
- 1979 - Midnight Express

## Anos 1980
- 1980 - Kramer vs. Kramer
- 1981 - Ordinary People
- 1982 - On Golden Pond
- 1983 - E.T. the Extra-Terrestrial
- 1984 - Terms of Endearment
- 1985 - Amadeus
- 1986 - Out of Africa
- 1987 - Platoon
- 1988 - The Last Emperor
- 1989 - Rain Man

## Anos 1990
| - 1990 - Born on the Fourth of July - Crimes and Misdemeanors - Dead Poets Society - Do the Right Thing - Glory - 1991 - Dances with Wolves - Avalon - Goodfellas - Reversal of Fortune - The Godfather Part III - 1992 - Bugsy - JFK - The Prince of Tides - The Silence of the Lambs - Thelma & Louise - 1993 - Scent of a Woman - A Few Good Men - Howards End - The Crying Game - Unforgiven - 1994 - Schindler's List - In the Name of the Father - The Age of Innocence - The Remains of the Day - The Piano | - 1995 - Forrest Gump - Legends of the Fall - Nell - Pulp Fiction - Quiz Show - 1996 - Sense and Sensibility - Apollo 13 - Braveheart - Leaving Las Vegas - The Bridges of Madison County - 1997 - The English Patient - The People vs. Larry Flynt - Breaking the Waves - Secrets & Lies - Shine - 1998 - Titanic - Amistad - L.A. Confidential - Good Will Hunting - The Boxer - 1999 - Saving Private Ryan - Elizabeth - Gods and Monsters - The Horse Whisperer - The Truman Show |

## Anos 2000
| - 2000 - American Beauty - The Insider - The Hurricane - The Talented Mr. Ripley - The End of the Affair - 2001 - Gladiator - Billy Elliot - Erin Brockovich - Sunshine - Traffic - Wonder Boys - 2002 - A Beautiful Mind - In the Bedroom - Mulholland Drive - The Man Who Wasn't There - The Lord of the Rings: The Fellowship of the Ring - 2003 - The Hours - About Schmidt - The Pianist - Gangs of New York - The Lord of the Rings: The Two Towers - 2004 - The Lord of the Rings: The Return of the King - Mystic River - Cold Mountain - Seabiscuit - Master and Commander: The Far Side of the World | - 2005 - The Aviator - Million Dollar Baby - Finding Neverland - Hotel Rwanda - Kinsey - Closer - 2006 - Brokeback Mountain - The Constant Gardener - Good Night, and Good Luck - A History of Violence - Match Point - 2007 - Babel - Bobby - The Departed - Little Children - The Queen - 2008 - Atonement - American Gangster - Eastern Promises - The Great Debaters - Michael Clayton - No Country for Old Men - There Will Be Blood - 2009 - Slumdog Millionaire - The Curious Case of Benjamin Button - Frost/Nixon - The Reader - Revolutionary Road |

## Anos 2010
| - 2010 - Avatar - The Hurt Locker - Inglourious Basterds - Precious - Up in the Air - 2011 - The Social Network - Black Swan - The Fighter - Inception - The King's Speech - 2012 - The Descendants - The Help - Hugo - The Ides of March - Moneyball - War Horse - 2013 - Argo - Django Unchained - Lincoln - Zero Dark Thirty - Life of Pi - 2014 - 12 Years a Slave - Captain Phillips - Gravity - Philomena - Rush | - 2015 - Boyhood - Foxcatcher - The Imitation Game - Selma - The Theory of Everything - 2016 - The Revenant - Mad Max: Fury Road - Carol - Room - Spotlight - 2017 - Moonlight - Manchester by the Sea - Hacksaw Ridge - Lion - Hell or High Water - 2018 - Three Billboards Outside Ebbing, Missouri - Call Me by Your Name - Dunkirk - The Post - The Shape of Water - 2019 - Bohemian Rhapsody - Black Panther - BlacKkKlansman - If Beale Street Could Talk - A Star Is Born |

## Anos 2020
- 2020 - 1917
  - The Irishman
  - Joker
  - Marriage Story
  - The Two Popes

- 2021 - Nomadland
  - The Father
  - Mank
  - Promising Young Woman
  - The Trial of the Chicago 7

- 2022 - The Power of the Dog
  - CODA
  - Belfast
  - Dune
  - King Richard

- 2023 - The Fabelmans
  - Avatar: The Way of Water
  - Elvis
  - Tár
  - Top Gun: Maverick

- 2024 - Oppenheimer
  - Killers of the Flower Moon
  - Anatomie d'une chute
  - The Zone of Interest
  - Past Lives
  - Maestro

- 2025 - The Brutalist
  - A Complete Unknown
  - Conclave
  - Dune: Part Two
  - Nickel Boys
  - September 5